# São Gabriel da Cachoeira
São Gabriel da Cachoeira je grad u brazilskoj državi Amazonas s 39.097 stanovnika, administrativni je centar istoimene općine.

## Zemljopisne karakteristike
São Gabriel da Cachoeira se nalazi na sjeveru države Amazonas na lijevoj obali Rio Negra, koji ulazi u brazilski teritorij kod nedalekog Cucuia. nekoliko kilometara uzvodno od grada je ušće rijeke Vaupés u Rio Negro. Zbog tog se grad između 1952. – 1966. zvao Uaupés, kako Brazilci zovu Vaupés. Većina stanovnika grada i okolice su autohtoni indijanci. 
Grad ima luku na Rio Negru, a ima i mali aerodrom São Gabriel da Cachoeira (IATA: SJL, ICAO: SBUA).

## Vanjske poveznice
- Informacije o gradu  Arhivirana inačica izvorne stranice od 13. listopada 2007. (Wayback Machine)